# Mark Wilson (Schots voetballer)
Mark Wilson (Glasgow, 5 juni 1984) is een Schots voormalig professioneel voetballer en huidig voetbalcoach. Tussen 2000 en 2015 was hij actief voor Dundee United, Celtic, Bristol City, opnieuw Dundee United en Dumbarton, doorgaans als rechtsback. Wilson debuteerde in 2011 in het Schots voetbalelftal, waarvoor hij één wedstrijd speelde.

## Clubcarrière
Wilson speelde in de jeugd van Dundee United en hij brak dan ook door bij die club. In januari 2002 maakte hij zijn debuut en later ondertekende hij zijn eerste professionele contract. Vier jaar later, in januari 2006, verkaste de vleugelverdediger naar topclub Celtic FC. Hij maakte toevalligerwijs zijn debuut tijdens een 3-3-gelijkspel tegen Dundee United. Wilson ging de concurrentie aan met Paul Telfer en won deze strijd. Bij Celtic had hij echter veel last van blessureleed. Via Bristol City kwam Wilson in de zomer van 2013 weer bij Dundee United terecht. Na twee jaar verkaste hij naar Dumbarton.

## Interlandcarrière
Wilson maakte op 9 februari 2011 zijn debuut in het Schots voetbalelftal. Op die dag werd een vriendschappelijke wedstrijd tegen Noord-Ierland met 0-3 gewonnen. De verdediger begon op de bank en mocht in de tweede helft invallen voor Phil Bardsley. Ook Robert Snodgrass debuteerde tijdens dit duel. Bij deze ene interland zou het uiteindelijk blijven.

### Gespeelde interlands
| Interlands van Mark Wilson voor Schotland | Interlands van Mark Wilson voor Schotland | Interlands van Mark Wilson voor Schotland | Interlands van Mark Wilson voor Schotland | Interlands van Mark Wilson voor Schotland | Interlands van Mark Wilson voor Schotland |
| №                                         | Datum                                     | Wedstrijd                                 | Uitslag                                   | Competitie                                | Goals                                     |
| Als speler bij Celtic                     | Als speler bij Celtic                     | Als speler bij Celtic                     | Als speler bij Celtic                     | Als speler bij Celtic                     | Als speler bij Celtic                     |
| ----------------------------------------- | ----------------------------------------- | ----------------------------------------- | ----------------------------------------- | ----------------------------------------- | ----------------------------------------- |
| 1                                         | 9 februari 2011                           | Noord-Ierland – Schotland                 | 0 – 3                                     | Vriendschappelijk                         |                                           |

## Trainerscarrière
Op 31 oktober 2016 zette Wilson definitief een punt achter zijn actieve carrière, waarna hij als hoofdcoach aangesteld werd bij Airdrieonians.